# Рубьо, Жезус
Жезус Рубьо Гомес (кат. Jesús Rubio Gómez; 9 сентября 1994) — андоррский футболист, полузащитник клуба «Интер» (Эскальдес) и национальной сборной Андорры. Выступал за юношеские сборные Андорры до 17 и до 19 лет, а также за молодёжную сборную до 21 года.
Его старший брат Жорди, также футболист и играет за «Унио Эспортива Санта-Колома».

## Биография

### Клубная карьера
В семнадцатилетнем возрасте дебютировал в составе команды «Андорра», которая выступала в низших лигах Испании. Главным тренером клуба тогда являлся Ричард Имбернон.
Летом 2014 года стал игроком «Унио Эспортива Санта-Колома» из чемпионата Андорры. В июле 2014 года сыграл в одном поединке первого квалификационного раунда Лиги Европы против «Металлурга» из Скопье. По сумме двух встреч македонцы одержали победу со счётом (5:0). В сезоне 2014/15 вместе с командой стал бронзовым призёром Примера Дивизио. В мае 2016 года стал обладателем Кубка Андорры, в финале турнира его клуб обыграл «Энгордань» (3:0). Летом 2016 года сыграл в двух играх против хорватской «Локомотивы». В обеих играх андоррский клуб уступил с общим счётом (2:7). В сентябре 2016 года в матче за Суперкубок Андорры «Унио Эспортива Санта-Колома» обыграла «Санта-Колому» с минимальным счётом (1:0). 

### Карьера в сборной
Выступал за юношескую сборную Андорры до 17 лет и провёл 6 матчей в турнирах УЕФА. За сборную до 19 лет сыграл 5 игр. С 2013 года по 2015 год провёл 11 поединков за молодёжную сборную Андорры до 21 года. Жезус принял участие в игре 16 июня 2015 года в рамках квалификации на чемпионате Европы в 2017 против Литвы (1:0). Этот матч закончился первой в истории сборной Андорры до 21 года победой.
Впервые в национальную сборную Андорры был вызван в августе 2015 года на матчи квалификации чемпионата Европы 2016 против Израиля и Боснии и Герцеговины. Дебют в сборной состоялся в товарищеской игре против Сент-Китса и Невиса (0:1), главный тренер Кольдо выпустил Рубьо на 51 минуте вместо Мойзеса Сан-Николаса.

## Достижения
- Бронзовый призёр чемпионата Андорры (1): 2014/15
- Обладатель Кубка Андорры (1): 2016
- Обладатель Суперкубка Андорры (1): 2016